# Новые Тимерсяны
Новые Тимерсяны — село в Цильнинском районе Ульяновской области. Входит в Большенагаткинское сельское поселение.

## География
Расположено на севере области на реке Тимерсянка в 5 км от автодороги А151 "Цивильск - Ульяновск".

## История
В книге П. Мартынова «Селения Симбирского уезда» сказано, что среди русских селений Нагаткинской волости существует одна татарская деревня по реке Тимерсянка. Это селение называется Новые Тимерсяны, а по-татарски — Цымбаевка.
В документах 1763 года село называлось «Новопоселенная деревня Тимерсяны». Сюда во второй половине XVIII века по распоряжению Казанской палаты были переведены из деревни Нижний Каракитян Буинского уезда несколько татарских семейств.  
В 1780 году, при создании Симбирского наместничества, существовали две одноимённые деревни: Нижней Тимерсян; крещеных чуваш, ясашных чуваш и служилых татар (они и основали Новые Тимерсяны), и Верхних Тимерсян, крещеных чуваш, крещеной мордвы, вошли в состав Симбирского уезда. 
Во время генерального межевания в 1799 году здесь было 60 дворов «служилых некрещенных татар» — 170 мужчин и 200 женщин. 
В 1859 году в деревня Цинбаевка (Новые Тимерсяны), лашманых крестьян,  по проселочному тракту из г. Симбирска в с. Старые Алгаши, входила в 1-й стан Симбирский уезд Симбирская губерния, имелась мечеть и паташный завод.
При освобождении крестьян (1861 г.) цымбаевские удельные крестьяне не (??) получили на 625 ревизорских душ (210 дворов) надел в 2605 десятин удобной земли. Из книги П. Мартынова далее видно, что к 1903 году в селе имелось 360 дворов с населением 1907 человек, а также 2 мечети и две школы. В ?? г. — 500 дворов, более 3000 человек и 7 мечетей.
Многое из прошлого села неизвестно. Но старожилы и сейчас называют отдельные поля села Новые Тимерсяны по старой привычке «княжескими». Это они — попы, Беляковы отпрыски князей, владели раньше обширными участками земли. Крестьянам отводились худшие участки, но и эти земли они не могли обрабатывать за неимением лошадей и продавали богачам. Нищета, неграмотность и бесправие — таков был удел большинства жителей села.
Одним из главных завоеваний Октябрьской революции 1917 года являлся Декрет о земле, давший землю тем, кто ее обрабатывает. Её получили по едокам и крестьяне нашего села. Но настоящее счастье пришло в дом хлебопашца только с образованием колхозов, когда вся земля была обобществлена и стала общественной собственностью.
Об организации кооперативов в разных окраинах страны новотимерсянцы узнавали через газеты и агитаторов, эти новости передавались из уст в уста. Коммунисты и комсомольцы, активисты села убеждали, что колхоз — единственный правильный путь для крестьянства. Кулаки и более зажиточные крестьяне вели борьбу против колхозного строя. Это было время брожения в сознании крестьян.
В марте 1930 года в село приехал посланец партии двадцатипятитысячник Тазетдин Кутбутдинов, рабочий завода «Красный молот», с поручением окружкома организовать колхоз. Уже в апреле перед началом сева 31 хозяйство объединились в артель «Кызыл тан». Первыми колхозниками были в основном активисты: Салах Хаяров, Алиулла Валиуллов, Идиат Хамидуллин, Ибрагим Измайлов, Шариф Сабиржанов, Абдракип Гафуров, Зиганша Тухфятуллов, Фаткрашит Идиятуллов и другие. Они организованно провели сев и собрали неплохой урожай. Зимой артель направила 7 человек в Николаевский район на курсы трактористов, а в апреле 1931 года Валиахмет Низамутдинов сел на первый трактор «Фордзон», появившийся в селе. Была неописуема радость для односельчан, особенно детей, когда 1 мая 1931 года он прицепил к трактору десятки тележек и катал детей по селу.
1931 год стал годом массового вступления единоличников в колхоз, в селе были созданы еще четыре артели: «Үрнәк» /Пример/, им. Гая, «Алтынбай», «Третий решающий год», которые возглавили Зиннят Хасанов, Аймял Алеакбаров, Нажми Насретдинов и Айнулла Хайруллов.
В июле 1931 года кулакам и подкулачникам удалось уговорить некоторых неграмотных и малограмотных бедняков, таких как Ильяс Идрисов, Тазетдин Низамутдинов и другие, взять обратно заявления о вступлении в колхоз и организовать бунт. Они избили председателей колхоза и Совета — Кутбутдинова и Ураева, секретаря партячейки Латыпова и заперли их здании сельсовета. Но бунт был быстро подавлен, виновные понесли суровое наказание.
Массовая коллективизация, начавшаяся в 1929 г., завершилась в 1936 г.. В дальнейшем происходило неоднократное укрупнение колхозов.
| Мероприятия реорганизации                     | Нач. дата | Кон. дата |
| Сельскохозяйственная артель (колхоз) "Гигант" | 1930      | 1939      |
| Колхозы "Урнек", "Кзыл Тан", "Кзыл Байрак"    | 1939      | 1950      |
| Колхоз "Гигант"                               | 1950      |           |

## Исполнительная власть после 1917 года
Создание сельских и поселковых советов началось в 1917 г. в ходе Октябрьской революции. Следующий этап избрания исполкомов начался в 1928 г. в ходе проведения административно-территориальной реформы в Самарской, Ульяновской и Саратовской губерниях. Исполкомы сельских и поселковых советов ликвидированы на основании Указа Президента РСФСР от 25 ноября 1991 г. «О порядке назначения глав администраций» и заменены сельскими администрациями.
| Мероприятия реорганизации                                                                   | Нач. дата | Кон. дата |
| Нагаткинская волость Симбирского уезда Симбирской губернии                                  | 1918      | 1924      |
| Нагаткинская волость Ульяновского уезда Ульяновской губернии                                | 1924      | 1928      |
| Новотимерсянский сельсовет Богдашкинского района Ульяновского округа Средневолжской области | 1928      | 1929      |
| Новотимерсянский сельсовет Ульяновского района Средневолжского края                         | 1930      | 1934      |
| Новотимерсянский сельсовет Богдашкинского района Куйбышевского края                         | 1935      | 1935      |
| Новотимерсянский сельсовет Богдашкинского района Куйбышевской области                       | 1936      | 1943      |
| Новотимерсянский сельсовет Богдашкинского района Ульяновской области                        | 1943      | 1963      |
| Новотимерсянский сельсовет Ульяновского района Ульяновской области                          | 1963      | ноя. 1965 |
| Новотимерсянский сельсовет Цильнинского района Ульяновской области                          | ноя. 1965 | ноя. 1991 |
|                                                                                             |           |           |
| Большенагаткинское сельское поселение Цильнинского района Ульяновской области               |           |           |

## История школы и музея боевой славы
```
В 1881 году в селе открылось первое медресе, где детей богатых родителей обучали муллы. За 4 года они успевали освоить арабский алфавит и научиться читать Коран. В 1916 году в село приехала первая учительница, которая стала учить детей читать и писать, но здесь учились опять же дети зажиточных крестьян и духовенства. Детей бедных впервые стали учить лишь в 1919 году.
```

```
В 1922 году в селе открылась Первая четырехлетняя школа I степени, где начали изучать отдельные предметы: родной язык, арифметику географию и естествознание. Учились в школе все дети села. Позже в кулацких домах открылся 5-класс. В этом же году за счет государства в селе была построена трехклассная школа, школа колхозной молодежи (ШКМ). Через год в новом здании были помещены два 5-х и один 6-й классы. Еще через два года построено второе здание.
```

```
В 1933 году школа выпустила первых 16 своих выпускников, семеро из них поступили в Ульяновское педучилище и в 1938 году стали преподавать в своем селе. Сельские учителя помимо своей работы в школе вели общественную работу: ликвидировали неграмотность и малограмотность среди взрослого населения, проводили культмассовую работу.
```

```
Во время Великой Отечественной войны многие учителя уехали на фронт. Трудно было работать в годы войны: не хватало учебников, топлива, продуктов. Но все же школа работала бесперебойно.
```

```
С ?? по 2010 год в нашей восьмилетней школе состоялись 75 выпусков и ее окончили более 3500 человек. Среди них есть ученые, врачи, учителя, рабочие, труженики сельского хозяйства и другие. Наши выпускники трудятся в различных районах и областях нашей великой Родины.
```

Музей боевой славы.
22 февраля 1982 года открылся музей боевой и трудовой славы, что стало большим событием для села. Первым директором музея стал Асадулла Сафинович Сафин.
```

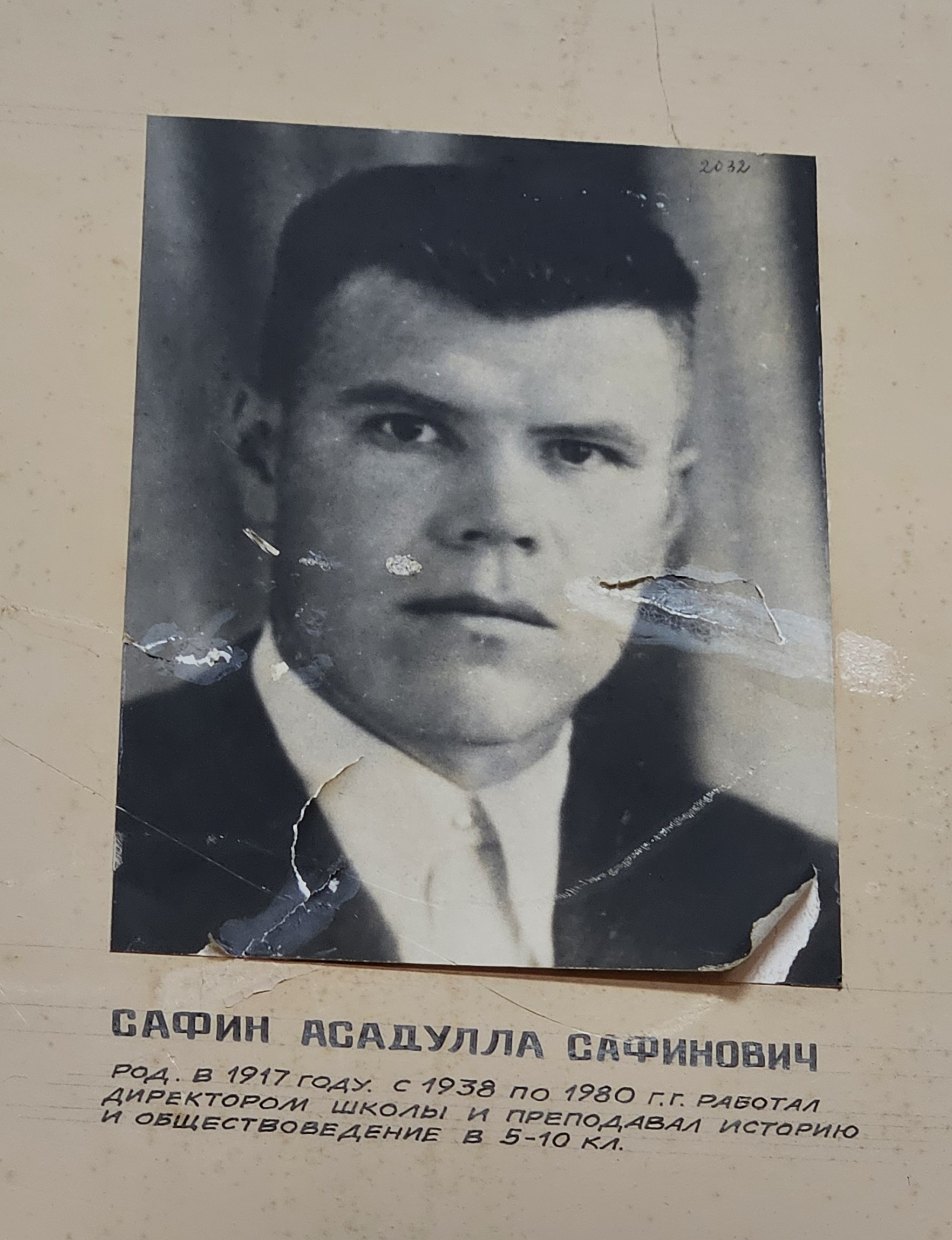
Первый директор Музея боевой и трудовой славы с. Новые Тимерсяны - Сафин Асадулла Сафинович

Плоощадь экспозиций музея составляет 260 м². По богатству коллекции музей по праву вошел в число наиболее крупных музеев области. Здесь собраны интересные подлинные коллекции. Экспозиции рассказывают об истории села, дореволюционном быте татар, создании колхоза, о подвигах земляков на фронтах гражданской и Великой Отечественной войн, об их героическом труде в тылу.
```

Шла война, 1942 год. Все мужское население мобилизовали на фронт, в селе остались старики, женщины и дети. Технику тоже всю мобилизовали на фронт, хлеб не смогли убрать — остался под снегом. Люди голодали, не было топлива, стали закрываться и сельские школы. Эта же участь ждала Новотимерсянскую школу, но нашли выход — организовали пришкольный участок. Колхоз выделил школе два гектара земли, обеспечил семенами. Дети вместе с классным руководителем выращивали овощи. Это позволило организовать школьникам горячий завтрак. Вместе с тетрадями и учебниками стали ученики брать с собой в школу ложку и чашку. Так постепенно стала налаживаться посещаемость в школе. Другая острая проблема была связана с отсутствием топлива. Заготавливать и возить дрова было некому. И тогда Асадулла Сафинович принял решение отапливать здание школы кизяками, как это делали все колхозники. Тогда вокруг конных дворов и коровников накопилось много навоза. Бывало, за время летних каникул учащиеся, классные руководители, заготавливали до 35−40 тысяч таких кирпичиков. Их сушили, возили на школьный двор и топили ими печки зимой. Это было трудно, но зато учились в теплых помещениях. Совместно с учителями учащиеся и технические работники ремонтировали школу. Так выживали в тех непростых условиях, и их труд оценили. Районное руководство поддержало начинание новотимерсянских учителей.
Великая Отечественная война стала одной из самых трагических и героических страниц современной истории. Более 500 новотимерсян ушли на фронт, они приняли участие почти во всех крупнейших операциях. Более 300 сельчан погибли на фронте. Могилы их находятся далеко, посетить их почти невозможно. Но можно поклониться земле, ради которой они погибли, и таким образом почтить их память.
В музее собрана коллекция мешочков с землёй, привезённой с полей сражений в городах-героях Москве, Киеве, Сталинграде, Керчи, Ленинграде, Одессе и других. В память о тех, кто первым подвергся нападению гитлеровцев, в музее хранится расплавленный оружейным огнём с гильзой внутри кусочек Брестской крепости. Стенды оформлены фотографиями павших солдат, умерших ветеранов и живых свидетелей тех событий.

## Население
| 2010 |
| ---- |
| 559  |